# Varicellaria
Varicellaria är ett släkte av lavar som beskrevs av William Nylander. 
Varicellaria ingår i familjen Ochrolechiaceae, ordningen Pertusariales, klassen Lecanoromycetes, divisionen sporsäcksvampar och riket svampar. Släktet innehåller bara arten Varicellaria rhodocarpa.